# Дивизион ПВО
Дивизио́н ПВО — подразделение в войсках противовоздушной обороны (ПВО). Соответствует батальону в пехоте. Как и батальон, дивизион является наименьшим подразделением, у которого есть штаб.
На современном этапе дивизион, обеспечивающий противовоздушную оборону, может быть как структурным подразделением в составе полков/бригад/дивизий сухопутных войск (Войсковая ПВО), так и структурным подразделением в составе Войск ПВО несущих задачи по противовоздушной обороне объектов (Объектовая ПВО).

## Зенитный артиллерийский дивизион
Формирование Войсковой ПВО.

Зенитный артиллерийский дивизион (зенадн) — формирование в составе зенитных артиллерийских полков (зап) либо отдельное формирование озенадн в составе мотострелковых/танковых/воздушно-десантных дивизий. В некоторых пехотных дивизиях Вермахта и во всех дивизиях СС зенадн входил в состав артиллерийского полка. В стрелковых дивизиях РККА он был отдельным формированием в составе дивизии (озенадн).

В связи с переходом в 60-70-е годы на более эффективное ракетное вооружение на современном этапе зенитных артиллерийских полков и зенадн, имеющих на вооружении исключительно орудия зенитной артиллерии — нет. В ВС СССР, к концу 80-х последним полком зенитной артиллерии, на вооружении которого стояло орудие С-60 являлся 990-й зенитный артиллерийский полк (990-й зап) 201-й мотострелковой дивизии в период Афганской войны. Зенитные батареи 990-й зап несли боевое охранение аэропорта г. Кундуз.
- Примечание: В исторический период до появления ракетного вооружения зенадн выполняли также функции Объектовой ПВО. В ходе Великой Отечественной войны зенадн в составе зап объединённых в зенитные артиллерийские дивизии (зенад) выполняли задачи по противовоздушной обороне важных объектов и крупных городов СССР. К примеру переформированный в 53-ю зенад 251-й зап оборонявший Москву, имел личный состав в 1800 человек и подразделялся на четыре зенадн с общим количеством зенитных артиллерийских батарей (зенбатр) в 25-ь единиц.

## Зенитный ракетно-артиллерийский дивизион
Формирование Войсковой ПВО.

Зенитный ракетно-артиллерийский дивизион (зрадн) — формирование в составе мотострелковых/танковых полков/бригад, составляющее основу ПВО полка/бригады. Состоит из двух-трёх зенитных ракетно-артиллерийских батарей (зраб) со смешанным вооружением либо из зенитно-ракетной батареи (зрб) и зенитной артиллерийской батареи (зенбатр).

К примеру зрадн мотострелкового полка в ВС СССР на осень 1986-го имел следующий состав:
- штаб
- отделение управления
- зенитная ракетно-артиллерийская батарея (зраб) на ЗСУ-23-4 «Шилка» и ПЗРК Стрела-2
- зенитная ракетная батарея (зрб) ЗРК Стрела-10
- взвод обеспечения (во) в составе:
  - отделение регламентно-настроечных работ (орнр)
  - отделение технического обслуживания (ото)
  - автомобильное отделение (ао)
  - хозяйственное отделение (хоз.отд)

Личный состав дивизиона — 117—126 человек.

В армиях НАТО зрадн может входить отдельным подразделением в состав дивизии. К примеру зенитный ракетно-артиллерийский дивизион «тяжёлых» дивизий США имел следующую структуру:
- штаб
- штабная батарея
- три зенитных ракетно-артиллерийских батарей на ЗСУ Вулкан и ПЗРК Стингер
- зенитная ракетная батарея на ЗРК MIM-72 Чепарел
- зенитная ракетная батарея на ПЗРК Стингер

Личный состав дивизиона — 860 человек. 

Сравнивая численность зрадн в дивизии США и полковой зрадн в СССР, следует отметить что аналогом зенитного дивизиона в дивизии США в дивизиях Советской Армии являлся зенитный ракетный полк, а в составе линейных бригад дивизии США — не было зенитных артиллерийских подразделений. Общее количество средств ПВО и численности подразделения ПВО в дивизиях США и СССР являлось сопоставимым.

## Зенитный ракетный дивизион

### В войсковой ПВО
зенитный ракетный дивизион (зрдн) — структурное формирование в зенитных ракетных полках/бригадах армейского подчинения.

К примеру зрдн в составе зрбр армейского подчинения ВС СССР в 1960-е годы имел следующую структуру:
- штаб
- взвод управления (ву)
- три зенитные ракетные батареи (зрб), в каждом на три пусковые установки ЗРК 2К11 «Круг»
- техническая батарея (техбатр)

В зрбр армейского подчинения входило 3-4 зрдн и батарея управления и радиолокационной разведки (буирр).
- Примечание: В зенитных ракетных полках (зрп) мотострелковой/танковой дивизии ВС СССР — не было разделения на дивизионы. Такие зрп имели на вооружении ЗРК типа 2К12 «Куб» или 9К33 «Оса» и состояли из штаба, пяти зенитных батарей (зрб), технической батареи (техбатр) и вспомогательных подразделений боевого и тылового обеспечения.

### В объектовой ПВО
зенитный ракетный дивизион (зрдн) — структурное формирование в зенитных ракетных полках/бригадах окружного или группового подчинения.

К примеру зрдн Армии США, вооружённый ЗРК MIM-104 «Пэтриот», имеет следующий состав:
- штаб
- штабная батарея
- командный пункт дивизиона AN/MRC-136
- шесть зенитных ракетных батарей, в каждом на восемь пусковых установок ЗРК MIM-104 «Пэтриот».

В ВС СССР/РФ схема зрдн, вооружённый ЗРК С-200, имеет следующий вид:
- штаб
- командный пункт дивизиона
- радиотехническая батарея (ртб)
- стартовая батарея (сбатр) на шесть пусковых установок (ПУ) ЗРК С-200
- подразделения обеспечения и обслуживания в составе:
  - автомобильный взвод
  - отделение связи
  - отделение топопривязки
  - отделение материально-технического обеспечения ртб является подразделением боевого обеспечения, выполняющим радиотехническую разведку.

## Технический дивизион
Формирование Объектовой ПВО.

технический дивизион (тдн) — структурное формирование в зенитных ракетных полках/бригадах окружного или группового подчинения ВС СССР/РФ. Выполняет задачи по техническому обеспечению, заряжанию пусковых установок, ремонту и регламентным работам ракетного вооружения и РЛС. В отличие от других родов войск, технический дивизион состоит не из батарей, а из взводов и отделений.